# Вестник чиновника
«Вестник чиновника» — периодическое издание Общества взаимопомощи служащих в государственных учреждениях, издававшееся в Санкт-Петербурге в 1912—1913 годах.

## История
10 января 1910 г. В Санкт-Петербурге было учреждено Общество взаимопомощи служащих в государственных учреждениях, решившее создать профессиональное периодическое издание, посвящённого интересам российского чиновничества. Уже в июне 1910 г. вышел первый номер «Вестника Общества взаимопомощи государственных служащих г. Санкт-Петербурга» под редакцией двух чиновников Министерства народного просвещения — П. Н. Козлова и А. А. Яковенко. Однако, новый «Вестник Общества взаимопомощи…» очень быстро превратился в справочник по экономическим аспектам деятельности самой организации, и в 1911 г. вовсе перестал издаваться. В начале 1912 г. Общество попыталось реанимировать собственный периодический орган, принципиально изменив формат и содержание издания. Редакцию теперь возглавил чиновник Государственного Банка И. Д. Карамышев. Ориентиром для издания стал выходивший в Киеве журнал «Спутник чиновника».
Всего вышло 44 номера «Вестника чиновника»: № 1-№ 42 в 1912 г. и сдвоенный номер 43-44 в 1913 г.

## Редакционная политика
«Главные силы редакции — молодёжь из среды служащих разных учреждений». То есть большинство сотрудников издания не являлись профессиональными журналистами, но состояли на действительной государственной службе, следовательно, целевая аудитория издания и его авторский коллектив принадлежали к одной профессиональной и социальной группе. Поэтому «Вестник чиновника» представляет собой «взгляд изнутри», занимая особое место среди многочисленных исторических источников по истории повседневности дореволюционного чиновничества.
Авторы статей анализировали проблемы чиновничества, публиковали другие актуальные для этой среды сведения. Изучение вышедших номеров позволяет сказать о некоторых аспектах повседневности служащих: об относительно невысоком материальном обеспечении рядовых чиновников, проблеме протекции при приеме на службу, бумажной волоките и ненормированном рабочем дне. Место в государственной службе ждали долго, а при переходе в частную службу начинали с низших ступеней. При этом можно сделать вывод, что служба чиновника обеспечивала постоянный и стабильный заработок.